# Belle Plaine (Kansas)
Belle Plaine is een plaats (city) in de Amerikaanse staat Kansas, en valt bestuurlijk gezien onder Sumner County.

## Demografie
Bij de volkstelling in 2000 werd het aantal inwoners vastgesteld op 1708.
In 2006 is het aantal inwoners door het United States Census Bureau geschat op 1591, een daling van 117 (-6,9%).

## Geografie
Volgens het United States Census Bureau beslaat de plaats een oppervlakte van
2,1 km², geheel bestaande uit land. Belle Plaine ligt op ongeveer 373 m boven zeeniveau.

## Plaatsen in de nabije omgeving
De onderstaande figuur toont nabijgelegen plaatsen in een straal van 20 km rond Belle Plaine.